# Perfect (Simple Plan-låt)
"Perfect" är den fjärde och sista singeln från punk/pop-bandet Simple Plans debutalbum No Pads, No Helmets... Just Balls. Låten handlar om pressen om att vara så perfekt som möjligt, annars gillar inte föräldrarna dig. Både låten och videon visar svårigheterna av att möta föräldrarnas förväntningar.

## Musikvideo
I musikvideon till låten, spelar bandet på taket till ett hus. Videon visar också tonåringar som försöker fly från pressen, genom att släppa ut allt, och äntligen förstår de att det inte går att hålla tillbaka all smärta.

## Listplacering
"Perfect" blev Simple Plans största hit på Billboard Hot 100 och nådde som högst en 24:e plats. Den är känd som Simple Plans signaturmelodi. Den var också annan topp 10-hit i Australien. Låten toppade också American Top 40.

## Låtlista
| Nr | Titel          | Version                          |
| -- | -------------- | -------------------------------- |
| 1  | Perfect        | Album version                    |
| 2  | Perfect        | Akustisk                         |
| 3  | Happy Together | Punk version (The Turtles cover) |